# ترو-برو ليون 2021
ترو-برو ليون 2021 (بالفرنسية: Tro Bro Leon 2021)‏ هو سباق دراجات هوائية، وهو الموسم رقم 37 من ترو-برو ليون، وأقيم في 16 مايو 2021، وامتدّ لمسافة 207 كيلومتر، وهو أحد سباقات سلسلة سباقات الاتحاد الدولي للدراجات للمحترفين 2021، وشارك فيه 136 متسابقاً ووصل إلى نهايته 86 متسابقاً.
فاز فيه بالمركز الأول كونور سويفت، وبالمركز الثاني بيت اليجارت، وبالمركز الثالث بابتيست بلانكايرت.

## الفرق
| فرق عالمية (6)- AG2R Citroën Team - Cofidis - EF Education-Nippo - Groupama-FDJ - Intermarché-Wanty-Gobert Matériaux - Lotto Soudal فرق برو (11)- Alpecin-Fenix - Arkéa-Samsic - 2021 بي آند بي هوتيلز ‏ - بنجوال دبليو بي 2021 ‏ - برجس بي إتش 2021 ‏ - ديلكو 2021 ‏ - أوسكالتيل أوسكادي 2021 ‏ - كيرن فارما 2021 ‏ - Rally Cycling - Total Direct Énergie - أونو اكس برو سايكلنج تيم 2021 ‏ فرق قارية (4)- بيت سايكلنج 2021 ‏ - فريق ريوال للدراجات 2021 ‏ - إس تي ميشيل-أوبير 93 2021 ‏ - Van Rysel–Roubaix ‏ |  |
| |  |

## التصنيف العام النهائي
| التصنيف العام         | التصنيف العام     | التصنيف العام   | التصنيف العام                      | التصنيف العام     |
| العداء                | العداء            | البلد           | الفريق                             | الوقت             |
| --------------------- | ----------------- | --------------- | ---------------------------------- | ----------------- |
| 1                     | كونور سويفت       | المملكة المتحدة | اركيا سامسيك                       | 5 س 18 دقيقة 38 ث |
| 2                     | بيت اليجارت       | بلجيكا          | Cofidis                            | + 0 ث             |
| 3                     | بابتيست بلانكايرت | بلجيكا          | Intermarché-Wanty-Gobert Matériaux | + 0 ث             |
| 4                     | أوليفييه لو جاك   | فرنسا           | Groupama-FDJ                       | + 0 ث             |
| 5                     | راسموس تيلر       | النرويج         | Uno-X Pro Cycling Team             | + 0 ث             |
| 6                     | جون ديجينكولب     | ألمانيا         | لوتو سودال                         | + 26 ث            |
| 7                     | أوليفر ناسن       | بلجيكا          | AG2R Citroën Team                  | + 26 ث            |
| 8                     | Bram Welten ‏      | هولندا          | اركيا سامسيك                       | + 26 ث            |
| 9                     | كريستوف لابورت    | فرنسا           | Cofidis                            | + 26 ث            |
| 10                    | Kevin Geniets ‏    | لوكسمبورغ       | Groupama-FDJ                       | + 26 ث            |
| مصدر: ProCyclingStats |                   |                 |                                    |                   |

## وصلات خارجية
- الموقع الرسمي
- لمحة عن سباق ترو-برو ليون 2021 على موقع  ProCyclingStats   (برو  سايكلنج  ستاتس) - إحصاءات  محترفي  الدراجات.
- ترو-برو ليون 2021 على موقع إحصائيات الدراجات الإحترافية (الإنجليزية)